# بدون شرح
بدون شرح یک مجموعه تلویزیونی طنز به کارگردانی مهدی مظلومی محصول سال ۱۳۸۱ است که از شبکه ۳ پخش می‌شد. بدونِ شرح جزو سریال‌های طنزی به‌شمار می‌رفت که خیلی زود بین مردم محبوب شد. این سریال قصهٔ افرادی بود که در نشریه‌ای به نام شهر قشنگ فعالیت می‌کردند.

## داستان
بدون شرح ماجرای دفتر یک هفته‌نامه شهر قشنگ است که در حال ورشکستگی است اما سردبیر و کارکنان و مدیر این نشریه در تلاش هستند تا هفته‌نامه شهرقشنگ را نگه دارند و این باعث به‌وجود آمدن ماجراهای جالب مجموعه تلویزیونی بدون شرح می‌شود.

## بازیگران
- فتحعلی اویسی «کیومرث کاووسی» و «آقای حکمتی، برادر دوقلوی کیومرث کاووسی»
- امیر جعفری «فرید سپهری»
- مریم سعادت «ناهید دلیخون»
- فلامک جنیدی «نسرین دلیخون»
- لیلی رشیدی «الهام نوروزی»
- بیژن بنفشه‌خواه «همایون هوشنگی»
- محمود بصیری «منوچهر سلطان آبادی»
- مهدی صبایی «رامین رحمتی»
- رضا شفیعی‌جم «سیاوش کاووسی»
- امیر نوری «حمید دارآبادی»
- شبنم طلوعی
- رکسانا رضوی «خانم بابایی»
- امیرحسین صدیق
- علی قربان‌زاده
- مهشاد مخبری «حمیده دارآبادی»
- رامین سیاردشتی «فرزندخوانده آقای حکمتی»
- کتایون امیرابراهیمی «ماه طاووس کاووسی، خواهر کیومرث کاووسی و مادر رامین رحمتی»

## جوایز و نامزدها
| ۱۳۸۱ | ششمین دوره جشن حافظ |                              |                |          |
| ۱۳۸۱ | ششمین دوره جشن حافظ | بهترین فیلمنامه تلویزیونی    | گروه نویسندگان | نامزدشده |
| ۱۳۸۱ | ششمین دوره جشن حافظ | بهترین بازیگر کمدی تلویزیونی | فتحعلی اویسی   | برنده    |
| ۱۳۸۱ | ششمین دوره جشن حافظ | بهترین بازیگر کمدی تلویزیونی | امیر جعفری     | نامزدشده |
| ۱۳۸۱ | ششمین دوره جشن حافظ | بهترین بازیگر کمدی تلویزیونی | فلامک جنیدی    | نامزدشده |
| ۱۳۸۱ | ششمین دوره جشن حافظ | بهترین بازیگر کمدی تلویزیونی | مریم سعادت     | نامزدشده |

- نشریه معتبر دنیای تصویر نقش آقای کاووسی (با بازی فتحعلی اویسی) را جزو ۱۰۰ نقش ماندگار تاریخ سینما و تلویزیون ایران انتخاب کرد.[۲]

## سانسورها
نام کارگردان این سریال در بازپخش‌های این سریال حذف شده بود.
در بازپخش برخی قسمت های آن به دلیل حضور شبنم طلوعی حذف شد.